# Ishikawa Toyonobu

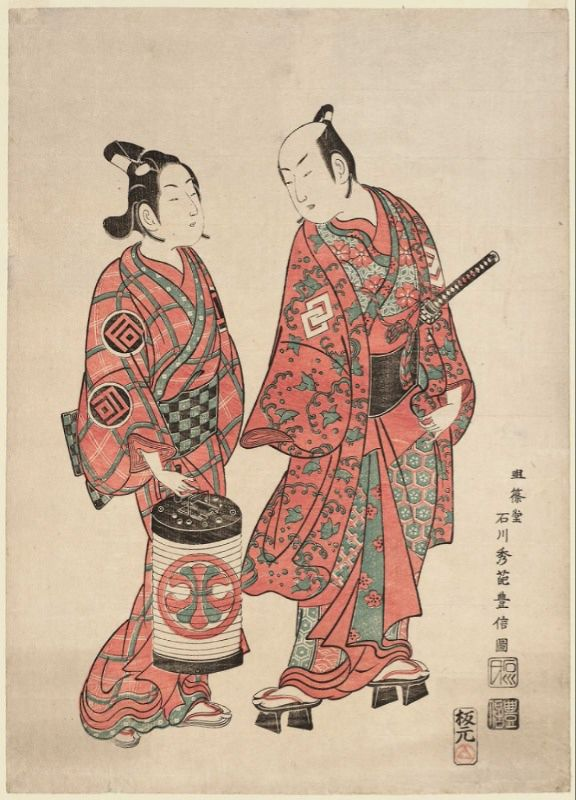
Gli attori kabuki Nakamura Shichisaburō II e Sanogawa Ichimatsu.

Ishikawa Toyonobu (石川 豊信?; 1711 – 1785) è stato un pittore e incisore giapponese, rappresentante del genere ukiyo-e.

## Biografia
Secondo alcuni studiosi Toyonobu sarebbe da identificare con Nishimura Shigenobu, che avrebbe assunto questa nuova identità a partire dal 1740, poiché di Shigenobu si perdono le tracce dopo quella data. Questa teoria non è però supportata da fonti ne dalle opere dei due artisti, incoerenti dal punto di vista stilistico e qualitativo; Shigenobu fu un autore di qualità oggettivamente inferiore rispetto a Toyonobu. Di Toyonobu si sa che nel 1738 sposò la figlia di un albergatore della zona di Kodemmachō, fatto che gli diede una certa agiatezza. In seguito divenne egli stesso proprietario di un albergo, il Nuka-ya, assumendo così lo pseudonimo di Nuka-ya Shichibei; in seguito a ciò abbondonò progressivamente l'arte per dedicarsi al commercio. Suo figlio Ishikawa Masamochi divenne uno degli scrittori più apprezzati del periodo Edo della fine del XVIII secolo.
Come artista usava gli pseudonimi Tanjōdō e Shūha, fu allievo di Nishimura Shigenaga ma risentì più dell'influenza di Okumura Masanobu, soprattutto per le figure femminili. Dopo il 1765 si nota invece un'influenza di Suzuki Harunobu e poi, anche se in misura minore di Isoda Koryūsai. Fu apprezzato soprattutto per il nudo e del semi-nudo. Fu maestro di Ishikawa Toyomasa e Torii Kiyosato.